# Fanhões
Fanhões is een plaats (freguesia) in de Portugese gemeente Loures en telt 2698 inwoners (2001).